# 纳伦德拉·莫迪
纳伦德拉·达莫达尔达斯·莫迪 （發音：[ˈnəɾendɾə dɑmodəɾˈdɑs ˈmodiː] ⓘ，1950年9月17日—），印度政治人物，现任印度总理（第14任），也是第一位在印度共和国建国后出生的总理。莫迪在古吉拉特邦東北部的一個小鎮沃德讷格尔出生長大，在那裡完成了中學教育。他在八歲時被介紹給極右翼组织国民志愿服务团。他小時候必須在瓦德納加爾火車站月台上父親的茶攤工作，這一描述尚未得到可靠證實。18歲時，莫迪與贾苏达本·奇曼拉尔·莫迪結婚，但不久他拋棄了她。四十多年後，他首次公開承認她是他的妻子，但此後再也沒有與她聯繫過。莫迪聲稱，在離開父母的家後，他在印度北部旅行了兩年，參觀了一些宗教中心，但他的旅行細節鮮有曝光，1971年返回古吉拉特邦後，他成為國民志願服務團的全職工作人員。1975年總理英迪拉·甘地宣布進入緊急狀態後，莫迪躲藏起來。國民志願服務團於1985年將他分配到人民黨，他在黨內擔任多個職位，直到2001年，升任總書記。
莫迪自2001年10月至2014年5月担任古吉拉特邦首席部长；2014年印度大选獲勝，當選第14任總理，2019年和2024年两度成功連任，成为自开国总理尼赫鲁以来首位连续三次担任总理的印度领导人。莫迪在2014年大選中領導印度人民党，該黨领导的全国民主联盟目前在印度下議院擁有多數席位，2014年至2024年印人党单独过半，這是自1984年以來任何單一政黨以來的第一次。莫迪政府試圖在印度經濟中籌集外國直接投資。莫迪試圖提高官僚機構的效率，並減少了醫療保健和社會福利計劃的支出。他發起了備受矚目的清潔印度運動，並削弱或廢除了環境和勞動法。2016年印度廢鈔令，使他受到爭議。該黨在2019年印度大選中獲勝後，他的政府撤銷了克什米爾的特殊地位。他的政府還制定了《公民法修正案》，在全國範圍內引起了廣泛的抗議。然而其在印度改革和经济发展方面的影响力突出，被认为是世界上最受欢迎的国家领导人和印度崛起的象征。

## 早年生平
莫迪出生於印度古吉拉特邦的瓦德納加爾，是家中六個孩子中的老三，父母為Damodardas Mulchand Modi和Heeraben，從小幫助父親在火車站做卖茶人，在公車站附近也經營茶水攤。他在高中畢業、18歲結婚後不久，開始一段為期兩年的旅行，部分原因是因為與贾苏达本的包辦婚姻，他放棄了婚姻，並在幾十年後才公開承認。歸來後，莫迪從事飲料販售。
按照傳統包办婚姻習俗，他的家人安排了一個女孩訂婚，名叫贾苏达本·奇曼拉尔·莫迪，導致他們在她17歲和他18歲時結婚。
1970年莫迪成為民族主義團體——国民志愿服务团的全職成員，並獲得古吉拉特大學政治学硕士学位。被遺棄為童養媳的納倫德拉·莫迪的妻子希望他打電話。不久之後，他拋棄了他的新娘，離開了家，從未與她離婚，但幾十年來，莫迪的公開聲明中一直沒有提及這段婚姻。2014年4月，在席捲他上台的全國大選前不久，莫迪公開確認他已婚，這對夫婦一直保持著婚姻關係，但已經疏遠了。
1978年，莫迪在德里大學開放學習學院獲得政治學文學學士學位，並以三等成績畢業。五年後，即1983年，他獲得了古吉拉特邦大學政治學文學碩士學位，並以一流的外部遠程學習學生的身分畢業，但是圍繞他的學歷存在很大的爭議。SOL在回复RTI的詢問時表示，它沒有任何1978年獲得學士學位的學生的數據。古吉拉特大學前政治學教授賈揚提拜·帕特爾聲稱，莫迪的碩士學位中列出的科目不是由莫迪在那裡學習的大學。
在接下來的兩年裡，莫迪在印度北部和東北部旅行，但很少有關於他去哪裡的細節出現。在採訪中，莫迪描述了訪問由斯瓦米·維韋卡南達建立的印度教靜修處：加爾各答附近的Belur Math，隨後是阿爾莫拉的Advaita Ashrama和拉傑果德的Ramakrishna Mission。莫迪每次都只待了很短的時間，因為他缺乏必要的大學教育。維韋卡南達被描述為對莫迪的生活產生了很大的影響。

## 政治生涯
由於克苏布哈·帕特尔在布吉地震後身體虛弱和公眾形像不佳，莫迪在2001年被任命為古吉拉特邦首席部長，並在不久後當選為邦議會議員。在其上任之后的第二年，古吉拉特邦出现了十分严重的宗教暴乱，印度教徒與穆斯林的冲突导致超过1,000人丧生，他领导的政府被指控没能有效地采取措施制止冲突，更导致他于2005年申请美国外交签证时被拒签。他於2001年至2014年间擔任吉拉特邦首席部長期間一直如此，直至2014年莫迪所屬的印度人民黨赢得选举，美国奥巴马政府才收回拒签的决定。
於古吉拉特邦任職時對於當地招商和工業化有所成就，2014年印度大选，他率领印度人民党為首的全國民主聯盟与對手印度国大党拉胡爾·甘地（即建國總理贾瓦哈拉尔·尼赫鲁之曾孫）竞选2014年印度人民院席位。在國大黨過去幾十年長期執政的包袱下，印度人民黨勝選執政，5月26日就任第14任总理，也是首位於1947年印度從大英帝國獨立後出生的首位印度總理。2019年，全國民主聯盟於人民院選舉獲勝後，莫迪於2019年開展其第二個的總理任期。2020年12月6日，他成為印度任期第四長的總理和任期最長的非國會總理。
2024年大選後，全國民主聯盟勝出，并推举莫迪为其领导人。6月10日，莫迪宣誓就任總理，展開第三個總理任期。 

## 担任总理以来的政策

### 国内治理

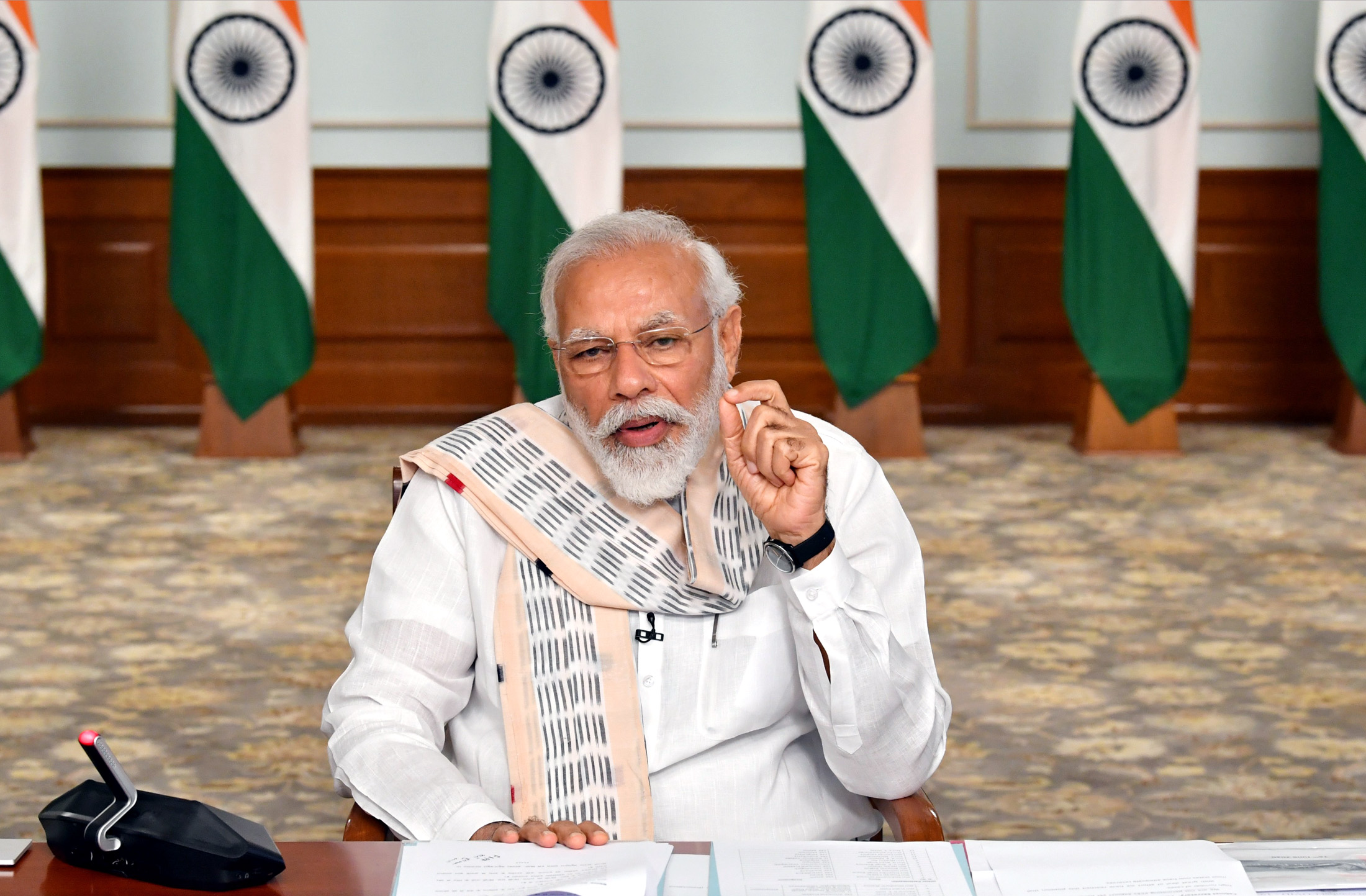
2020年6月16日莫迪通过視訊会议与首席部长讨论2019冠状病毒病疫情

莫迪政府認為該國貪污與逃稅問題嚴重，並主導了2016年印度廢鈔令，他宣布圣雄甘地系列中的500卢比和1,000卢比紙幣失效，并宣布发行新圣雄甘地系列500卢比和2,000卢比的紙鈔，可以到銀行兌換新版鈔票，瞞報收入逃稅者如果自願補稅，並接受45%稅額的罰款，可免於刑事指控。他意圖透過廢鈔令讓部分「黑錢擁有者」財產喪失，因為貪官與逃稅者並不敢將大部分錢拿去銀行兌換並登記身分。換鈔過程造成了一些社會動盪、死亡暴力事件和農業損失，學者與政治評論員對於廢鈔令是否達到成效尚無定論。2017年，印度央行印度储备银行公佈的年度報告顯示，全印銀行系統回收的被廢紙幣共計15.28兆盧比（約合2390億美元），佔印度央行此前估算15.44兆盧比流通量的99%。有一種解讀為印度經濟運轉過程中幾乎沒有黑錢和地下經濟的參與。而另一種解讀為，原本想用來打擊黑錢的廢鈔令，現在卻催生了大規模的黑錢洗白行動。時任印度財政部長阿倫·賈伊特里表示，沒收黑錢本來就不是廢鈔令的主要目的，其實將低下經濟和灰色經濟納入主流經濟才是廢鈔令的主要目的。財政部長賈伊特里其實並不是“轉進”第一人，莫迪在察覺廢鈔令可能失敗之後，就改變了“罰沒黑錢大家分”的論調，將廢鈔令的宣傳重點轉移到“無現金社會”和“數字印度”上。
作为印度教民族主義政党的领导人。他在另一方面對於非政府組織活動採取收緊態度，莫迪認為很多打著慈善救助活動為目標的NGO背後資金都來自海外不明的各種勢力甚至是恐怖组织，或者由宿敵巴基斯坦资助，其中連不少大型國際NGO都被查禁，無法論斷他們有沒有政治意圖，例如美國的福特基金會、國際特赦組織、绿色和平等，尤其是帶有基督教背景的組織長期被印度人民党認為動機不純。莫迪强力推动印度教民族主义，直接支持了罗摩神庙重建和各种印度教非政府组织的发展。莫迪政府自上台以来一直在推动制定一部管理公民之间民事关系的单一法律，承诺制定一部适用于所有公民的“统一民法典”，以取代之前基于不同信仰的属人法。目前统一的民法已经开始在印人党执政的个别邦通过并实施。

### 經濟政策
莫迪政府力图打造“商业友好型经济”，經濟政策側重於基於新自由主義框架的經濟私有化和自由化。莫迪放寬了印度的外國直接投資政策，允許更多的外國投資進入多個行業，包括國防和鐵路。其他提議的改革包括讓工人更難組建工會，讓雇主更容易僱用和解僱他們；其中一些提議在抗議後被放棄。改革遭到工會的強烈反對：2015年9月2日，該國11個最大的工會舉行罷工，其中包括一個隸屬於印人黨（BJP）的工會。帕里瓦組織的成員多尔桑格表示，勞工改革的潛在動機有利於公司而不是勞工。
莫迪政府大大減少了用於扶貧計劃和社會福利措施的資金。用於社會項目的資金從國會政府期間佔GDP的14.6%下降到莫迪執政第一年的12.6%。健康和家庭福利支出下降了15%，小學和中學教育支出下降了16%。阿比扬與“全民教育”計劃的預算撥款下降了22%。政府還降低了公司稅，廢除了財富稅，提高了銷售稅，並降低了黃金和珠寶的關稅。2014年10月，莫迪政府放鬆了對柴油價格的管制。
莫迪上台后，重新将制造业确立为发展重点，政府由重点扶持信息技术等服务业转向大力培育制造业，印度经济增长方向再度转向工业化。2014年9月，莫迪推出了“印度製造”倡議，鼓勵外國公司在印度製造產品，目標是將該國變成全球製造中心。經濟自由化的支持者支持該倡議，而批評者則認為這將使外國公司在印度市場獲得更大的份額。莫迪政府通過了一項土地改革法案，允許其在不進行社會影響評估和擁有土地的農民同意的情況下收購私人農業用地。該法案在議會遭到反對後通過行政命令獲得通過，但最終被允許失效。莫迪政府實施了全國統一的商品和服務稅，這是該國自獨立以來最大的稅收改革。它包含了大約17種不同的稅收，並於2017年7月1日生效。莫迪政府推出“阶段制造业促进项目”（PMP）以及配套的“生产关联奖励计划”（PLI）、“电子元件和半导体制造业促进计划”（SPECS）和“改进型电子制造业集群计划”（EMC 2.0）一系列激励投资措施。推动外资在印度投资建厂，同时对不愿意在印度设厂的企业收取大量进口关税，借此打通手机制造上下游产业，在短期内培育出完整的产业链。
莫迪有較深厚的經濟民族主義傾向，掀起“自给印度”运动，强调“自力更生、自给自足”。2019年以后莫迪政府的保护主义倾向更加明显，其最惠国待遇关税水平由2014年的13.5%升至2019年的17.6%。莫迪政府追求绝对贸易顺差，针对贸易逆差的主要来源中国、东盟的产品，印度频频使用反倾销调查、原产地规则等非关税贸易壁垒，以阻隔这些商品进入本国市场。对往届政府与东盟等逆差伙伴结成的自由贸易协定，莫迪政府认为“过去印度签署的自贸协定并未服务于印度利益”，主张对这些协定全面重新审核或重新谈判，并于2019年退出了区域全面经济伙伴关系协定（RCEP）谈判。同时由于美国和欧洲是印度少数可获得顺差的经济伙伴，莫迪政府加紧推动与这些拥有充足资本的国家进行经贸合作，强化与美欧等发达国家的经济纽带。

### 外交政策

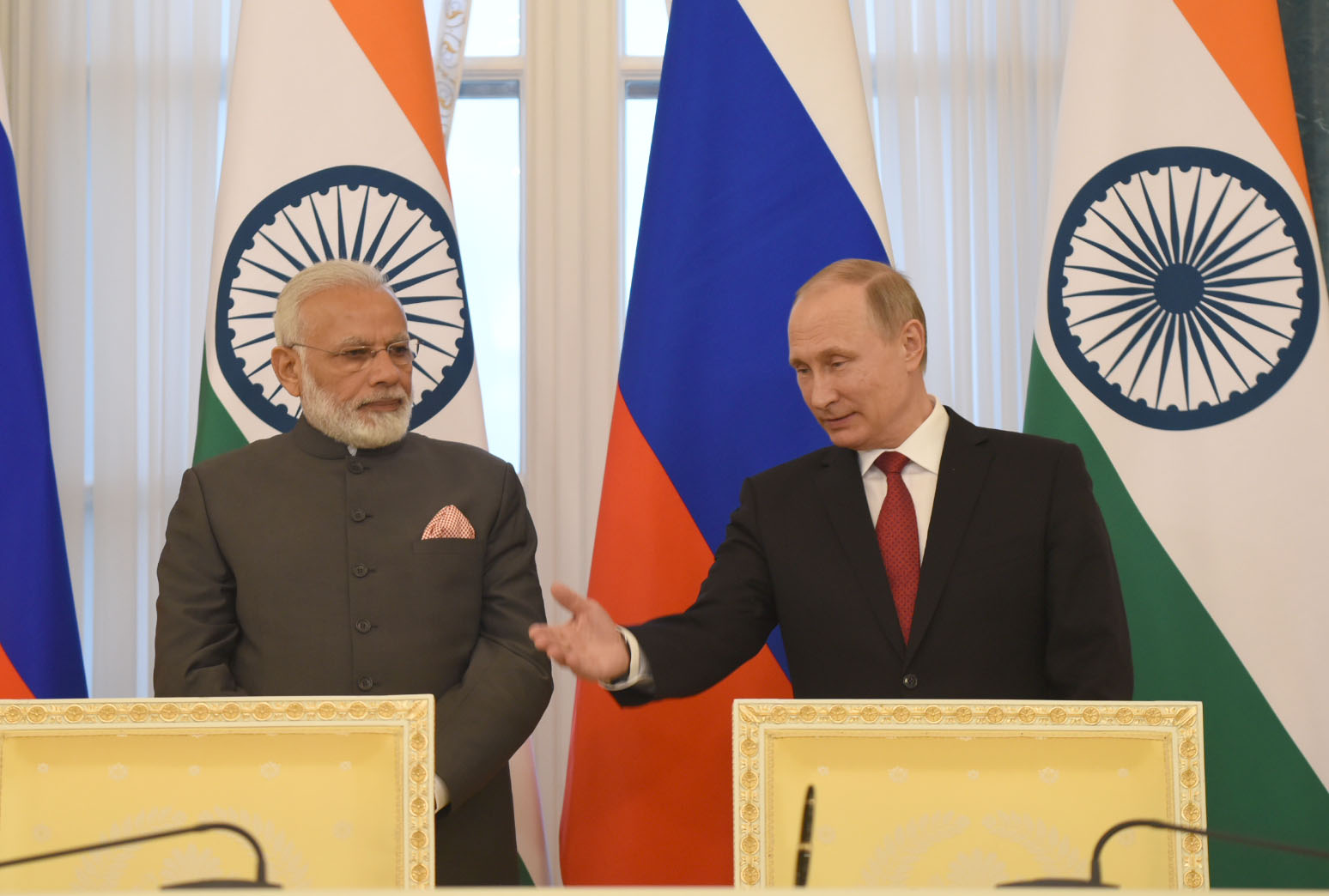
2017年6月1日莫迪在圣彼得堡与俄罗斯总统弗拉基米尔·普京会面

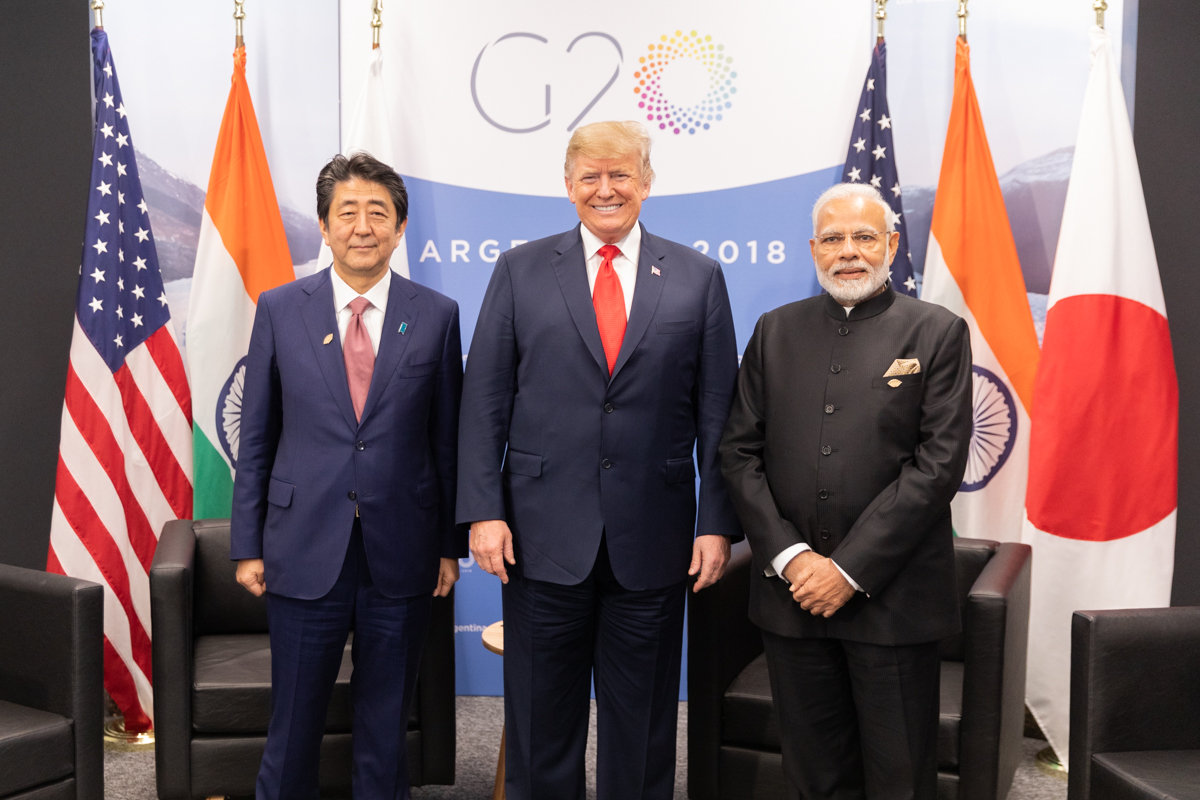
2018年11月30日莫迪在G20峰会期间与日本首相安倍晋三和美国总统唐納·川普会面

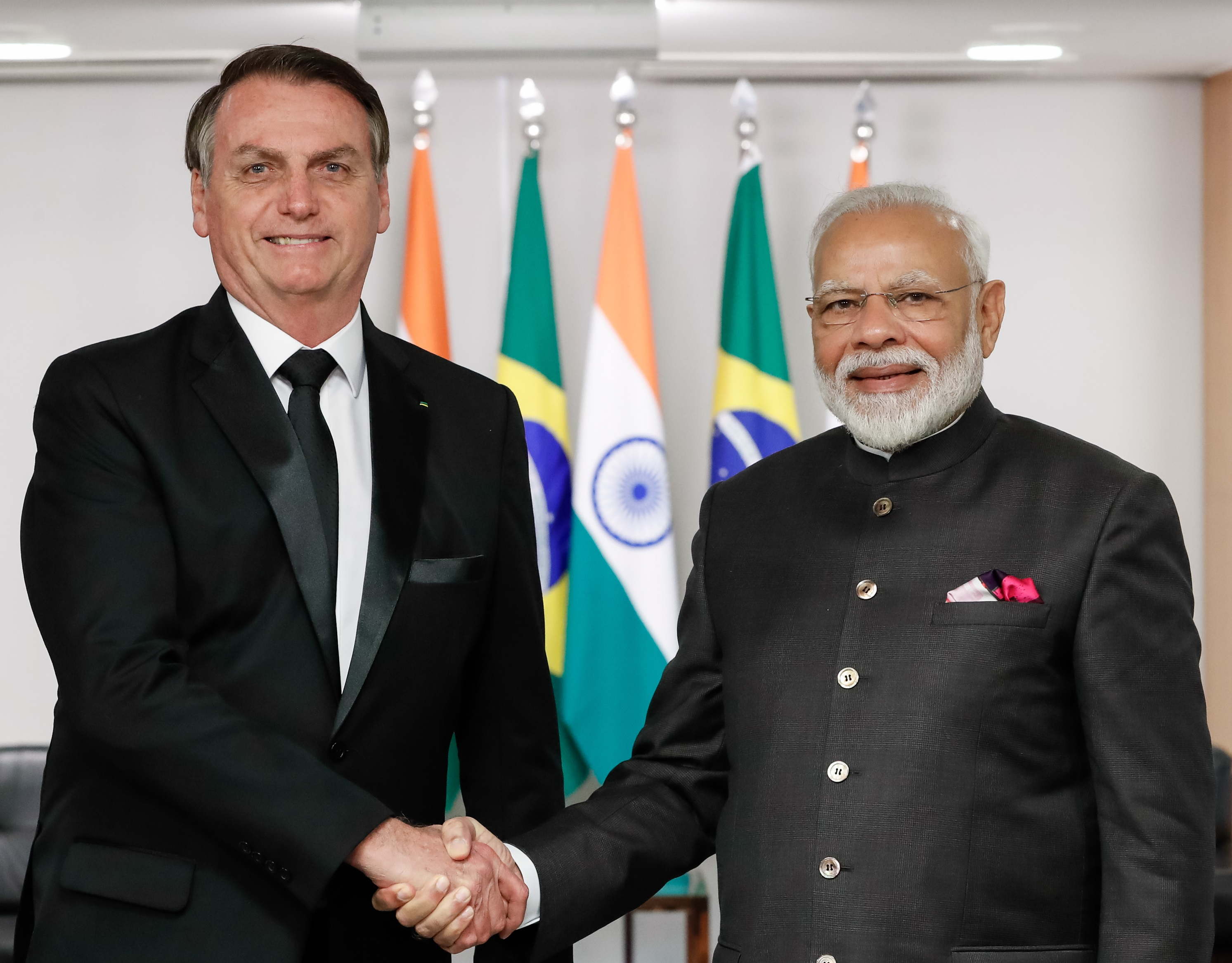
2019年11月13日莫迪与巴西总统雅伊爾·博索納羅会面

莫迪政府执政以来，在对外关系上奉行“多向结盟”，即根据具体议题而非意识形态与不同的甚至是敌对的国家结盟，运用战略自主原则将印度的利益最大化，并同时参与四边安全对话和上海合作组织等区域平台。莫迪政府致力于维护印度与俄罗斯传统友好关系，印度没有理会美国拜登政府的呼吁，对俄乌战争保持中立立场，并加大了对俄罗斯廉价石油的购买以维护其战略利益。同时，印度还积极同以美国为首的西方国家合作，特别加强了同澳大利亚和日本的区域合作，共同推进“自由开放的印度-太平洋”，以应对来自中华人民共和国的威胁。由广大发展中国家构成的「全球南方」也是莫迪政府重点争取的对象。
在中东，印度积极发展同以色列和海合会君主制阿拉伯国家的合作，同时继续和伊朗合作开发恰巴哈尔港，以打造绕开巴基斯坦的交通走廊，联通包括中亚和阿富汗在内的亚洲内陆国家。莫迪还与中国领导人习近平多次会晤。2015年5月份他訪華時參觀了西安秦始皇兵马俑、北京天壇等景點，同時並稱許兩國的文化交流，他稱每一个印度人都认为玄奘是伟大的出家人。不过，随着中国在南亚的势力扩展，中印关系在其任内恶化。印度一贯反对中国提出的所谓“一帶一路”和中巴经济走廊，在莫迪任内印中两国军队多次在边界武装对峙并爆发流血冲突。莫迪政府拒绝任何第三方对克什米尔问题的干涉，认为查谟和克什米尔地位是其内政，在其任内采取强硬立场应对巴基斯坦支持恐怖主义的行为，在国际上联合美国等国对巴基斯坦进行外交和经济孤立，要求巴方彻底打击境内的恐怖组织，将此作为两国关系正常化的前提条件。

## 著作
- 印度总理莫迪的新书《考试勇士》（Exam Warriors）2020年1月4日，由印度的企鹅兰登出版社发行。《考试勇士》是印度总理纳伦德拉·莫迪于2018年的一本书，是为了帮助年轻学生应对考试压力而写的。
- 印度信息和广播部（I&B）公布莫迪总理86篇演讲稿，其中他谈到了通过集体信任实现包容性发展。这本名为《Sabka Saath Sabka Vikas Sabka Vishwas》莫迪演讲（2019年5月- 2020年5月）的书于2022年9月23日发行。

## 個人生活
1968年，在家中安排的包办婚姻之下，18岁的莫迪與17岁的贾苏达本結婚。由于莫迪从小加入主张禁欲、獨身的印度民间组织——國民志願服務團，因此两人結髮逾半世紀，却只相处了三个月。之后莫迪离家出走，與贾苏达本分居，不过她一直是莫迪的“崇拜者”。她之前是村里的教师，现已退休，如今生活在离莫迪家乡35公里外的村庄，她生活俭朴，靠每月1.4万卢比（约合232美元）的退休金生活。莫迪长期对外表示自己是單身，直到2014年大选填写为已婚。

## 争议

### 兴建官邸争议
自2019年9月开始，莫迪政府宣布兴建新的议会大厦，包括总理与其他官员的新住宅和多层办公大楼，该项目花费超过2,000亿卢比。2019冠状病毒病疫情进一步蔓延时，有国大党批评人士批评莫迪“是尼禄皇帝”“犯罪性浪费”“逃避主义”。

### 民主倒退
2021年，非政府组织「無國界記者」將莫迪列入「新聞自由掠奪者」名單。
2023年1月，英國廣播公司第二台推出两集纪录片《印度：莫迪问题》，检视莫迪就任古吉拉特邦首席部长及印度总理以来推出的各种争议性政策，结果被莫迪政府下令封杀，并出手干涉多所高校学生团体组织的放映活动。

## 荣誉
- 沙烏地阿拉伯
  -  一级阿卜杜勒阿齐兹国王勋章（英语：Order of King Abdulaziz）（2016年4月3日颁发）
- 阿富汗
  -  埃米尔阿曼诺拉汗奖（英语：Amir_Amanullah_Khan_Award埃米尔阿曼诺拉汗勋章）（2016年6月4日颁发）
- 巴勒斯坦
  -  巴勒斯坦国大颈章（英语：Grand Collar of the State of Palestine）（2018年2月10日颁发）
- 阿联酋
  -  扎耶德勋章（2019年8月24日于阿布扎比颁发[28]）
- 俄羅斯
  -  圣安德烈勋章（2019年4月12日于莫斯科颁发[29]）
- 馬爾地夫
  -  伊祖丁杰出统治勋章（英语：Order of the Distinguished Rule of Izzuddin）（2019年6月8日颁发）
- 巴林
  -  一级复兴哈马德国王勋章（英语：King Hamad Order of the Renaissance）（2019年8月24日颁发）
- 美国
  -  大指挥官级功绩勋章（英语：Legion of Merit）（2020年12月21日颁发[30]）
- 不丹
  -  龙王勋章（英语：Order of the Dragon King）（2021年12月17日颁发）
- 斐济
  -  斐济勋章（英语：Order of Fiji）（2023年5月22日颁发）
- -  大伴骑级极乐鸟勋章（英语：Order of Logohu）（2023年5月23日颁发）